# فرانچسکا پاوان
فرانچسکا پاوان (ایتالیایی: Francesca Pavan؛ زادهٔ ۱۹۷۹) بازیکن زن واترپلو اهل ایتالیا بود. وی در بازی‌های المپیک تابستانی ۲۰۰۸ شرکت کرده‌است.